# Desmognathus wrighti
Espèce
Statut de conservation UICN

 LC  : Préoccupation mineure
Desmognathus wrighti est une espèce d'urodèles de la famille des Plethodontidae.

## Répartition
Cette espèce est endémique des États-Unis. Elle se rencontre dans l'ouest de la Caroline du Nord, dans l'Ouest de la Caroline du Sud, dans l'est du Tennessee et dans le nord de la Géorgie.

## Étymologie
Cette espèce est nommée en l'honneur de George Melendez Wright (1904-1936).

## Publication originale
- King, 1936 : A new salamander (Desmognathus) from the southern Appalachians. Herpetologica, vol. 1, p. 57-60.